# Estação Campinho
A Estação Campinho é uma parada do BRT TransCarioca localizada no bairro Campinho, no município do Rio de Janeiro.

## Localização
A parada está localizada no canteiro central do Mergulhão Clara Nunes, muito próximo ao cruzamento da Avenida Ernani Cardoso com as ruas Cândido Benício e Domingos Lopes. Nesse cruzamento, há uma filial dos Supermercados Prezunic e no entorno o 8° Grupamento do Corpo de Bombeiros, a 6ª Inspetoria da Guarda Municipal e a Paróquia de Nossa Senhora da Conceição de Campinho. Também existe uma filial do Assaí Atacadista e nas proximidades uma filial dos Supermercados Guanabara.

## Acessos
Existe apenas um acesso a Estação Campinho:
- Passarela de pedestres localizada sobre o Mergulhão Clara Nunes, com acesso pela Avenida Ernani Cardoso

## Serviços existentes e horário de funcionamento
Segundo o site oficial da administradora do BRT, existem as seguintes linhas (serviços) que atendem a estação:
- Alvorada - Madureira (Parador): 24 horas por dia (de segunda a domingo)
- Alvorada - Fundão (Parador): das 23h às 05h (de segunda a sábado) e 24 horas (domingos)
- Alvorada - Fundão (Expresso): das 05h às 23h (de segunda a domingo)